# Phyllophaga fesina
Phyllophaga fesina är en skalbaggsart som beskrevs av Saylor 1948. Phyllophaga fesina ingår i släktet Phyllophaga och familjen Melolonthidae. Inga underarter finns listade i Catalogue of Life.